# Alain Rellay
Alain Rellay (1936 of 1937 – Buffières, 9 februari 2018) was een Franse jazzsaxofonist.

## Biografie
Rellay, die na zijn studie in Parijs voltijds in de textielindustrie werkte, speelde tussen 1965 en 1969 in Lille met Didier Levallet en Michel Graillier. Van bop tot hedendaagse jazz was hij een van de oprichters van de Association à la Recherche d’un Folklore Imaginaire (ARFI) in 1976 in Lyon. Meer dan 30 jaar was hij lid van de grote formatie Marmite Infernale, waarmee hij vijf albums opnam en tijdens het Moers Festival in 1984 optrad. Tijdens de jaren 1980 vormde hij ook een duo met Patrick Vollat (Reminiscences, 1983), waaruit de band Vollat Trois voortkwam met Christian Rollet, die op veel Europese festivals verscheen. Soms maakte hij deel uit van het kwintet van Louis Sclavis, bij wiens album Ad Augusta Per Angustia (1981) hij ook betrokken was. Volgens Tom Lord nam hij tegen het jaar 2000 deel aan 15 opnamen op het gebied van jazz. Met trombonist Jacques Veillé vormde hij de formatie L'Improvisateur et son Double. La Bête à Bon Dos werd opgericht in 1978, maar hij speelde ook in andere bands uit Lyon, zoals Toi Tarzan, Nous aussi en Tragédie au Cirque. Sinds 1995 trad hij op met Lucia Recio in het duo Torero Loco.

## Overlijden
Alain Rellay overleed in februari 2018 op 81 of 82-jarige leeftijd.

## Discografie
- 1979: Trio Alvire La gondole prend l'eau (ARFI, met Hervé Remond, Fabrice Alibau)
- 1992: Vollat Trois Vol à trois (ARFI)
- 1996: Potemkine (ARFI, met Jean-François Canape, Jean Mereu, Alain Gibert, Jean-Paul Autin, Maurice Merle, Guy Villerd, Jef Sicard, Pascal Lloret, Xavier Garcia, Claude Tchamitchian, Christian Ville)
- 2002: La Bête a bon dos Tango Félin (ARFI)
- 2009: Torero loco Portraits

- Bibliothèque nationale de France: cb14219803p (data)
- International Standard Name Identifier: 0000 0000 0107 7537
- MusicBrainz: af8b9c85-0857-4e35-a245-a5902ed725b0
- Système universitaire de documentation: 158272277
- Virtual International Authority File: 54358684